# ゴーゴーバー

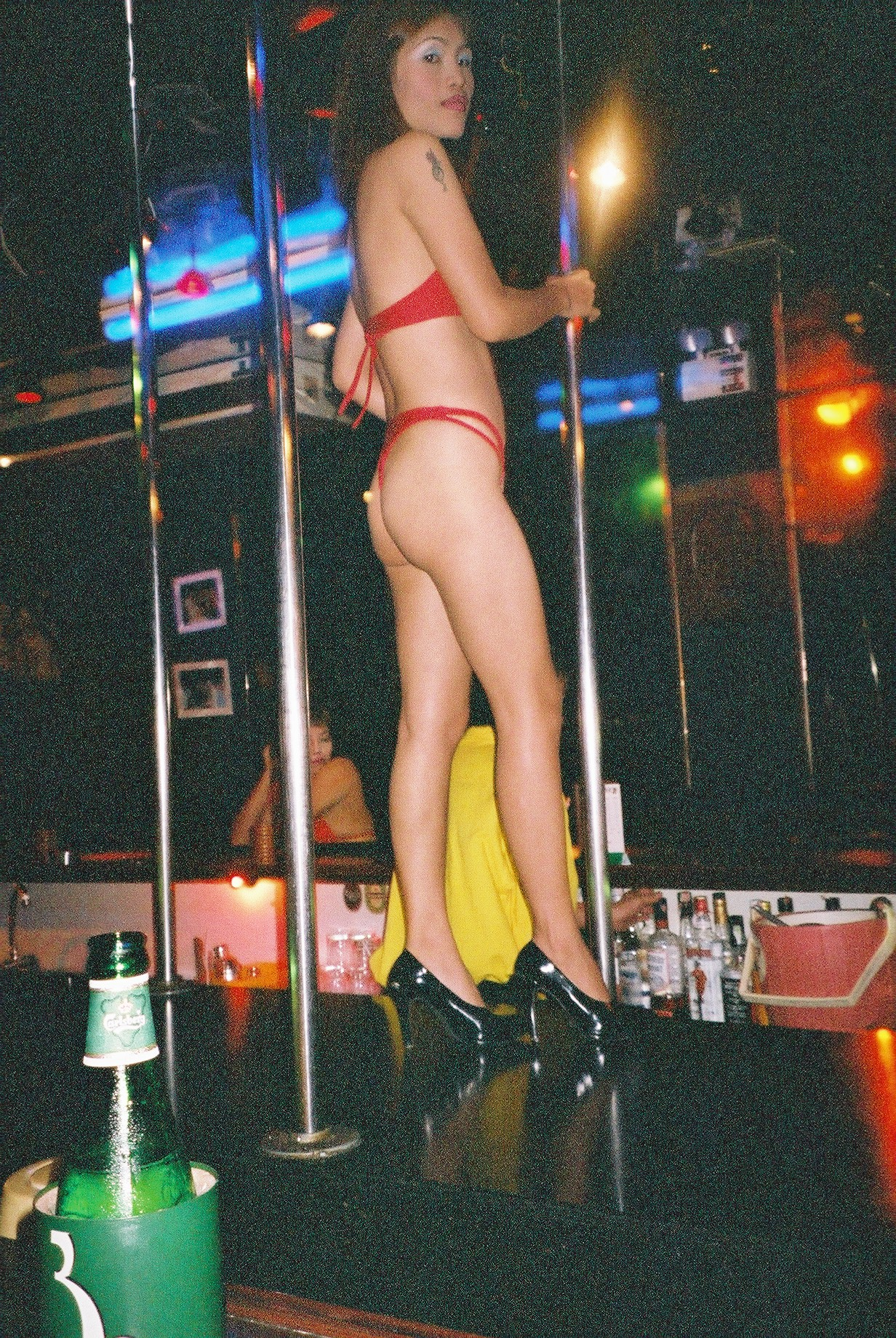
ゴーゴーバーのダンサー（パッポン通り）

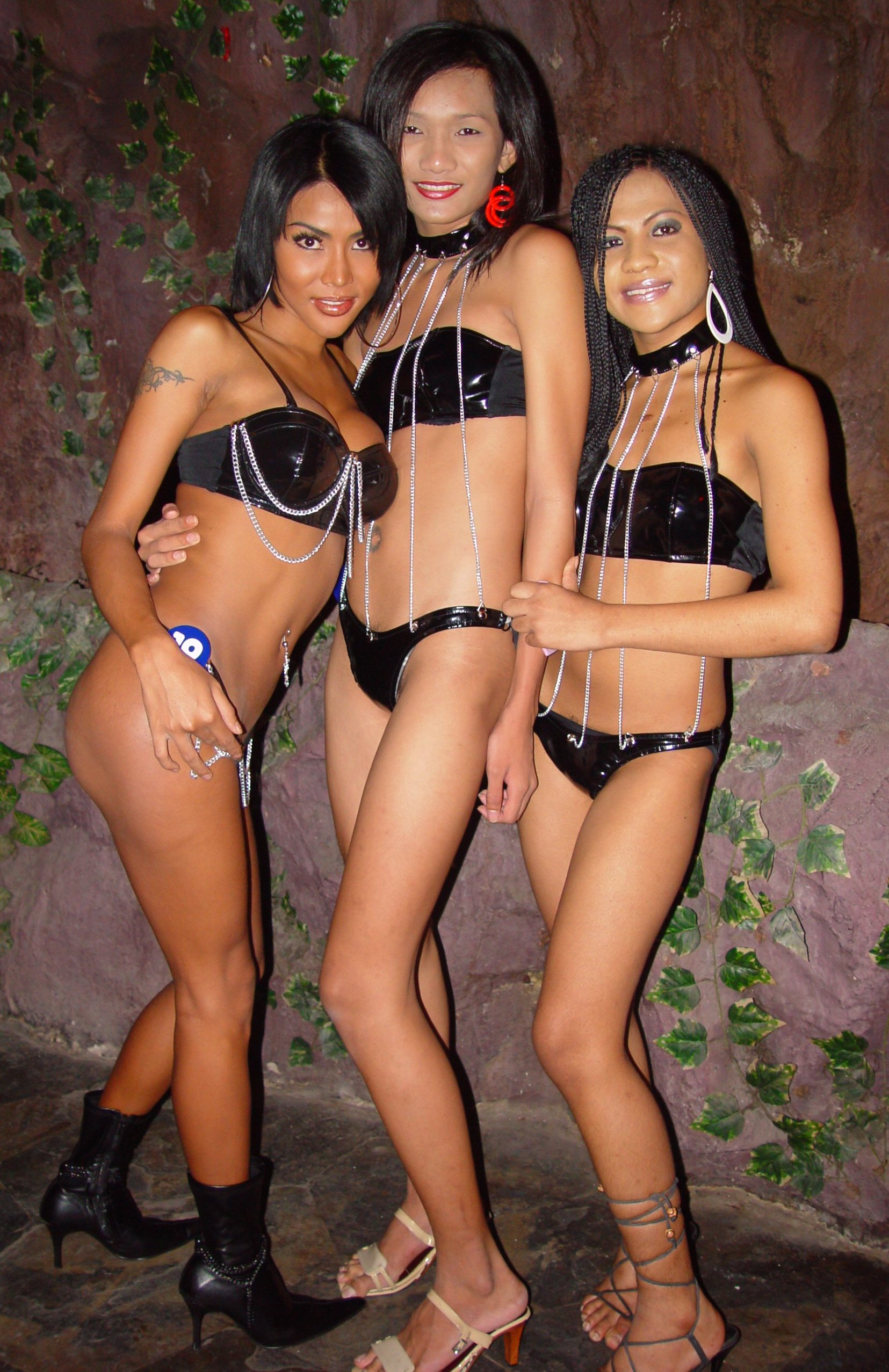
ナーナー・エンターテイメント・プラザのKathoey

ゴーゴーバーはゴーゴーのリズムに合わせ、ゴーゴーダンサーがポールダンスなどを見せるバー、ナイトクラブである。タイやフィリピンでは性風俗店となっている。

## システム
客は舞台の上で踊っている女性を見ながら、飲食を楽しむ。基本的には飲食代を払うだけで楽しむことができるが、女性を席につかせて会話をする時は女性のドリンク代を支払うのが一般的である。女性は水着や下着姿であることが多いが、稀に全裸の場合もある（大抵は1階にいる女性たちは水着や下着姿だが、2階以上にいる女性たちは（上半身）裸である）。
気に入った女性がいれば、別料金を支払うことで店外に連れ出すこともできる。連れ出す際の料金は店側に払う分（タイではペイバーPayBar、フィリピンではバーファインBarFineと呼ばれる）と女性に払う分があり、ペイバーは基本的には店で固定の料金だが、女性に払う分は女性との交渉で決まる。
女性はウェイトレスとダンサーが分かれている店や、ダンサーがウェイトレスを兼ねている店もある。基本的には店外へ連れ出しができるのはダンサーの方だが、ウェイトレスを連れ出せる店もある。一般的にはウェイトレスの方が連れ出す料金が高い。
店によってはビリヤード台などが置いてあり、女性と遊ぶこともできる。
連れ出した女の子を自分の宿泊しているホテルの部屋に招くのももちろん自由だが、ホテルによっては連れ込み料金（タイではジョイナーフィーと言う。略称JF）を請求されるところもあるので注意が必要である。
また店内の照明は総じて暗く、女性の正確な容姿・年齢・性別（特にタイの飲食・風俗業界ではニューハーフが女性に劣らず盛んに活動している）が分からないまま連れ出してしまうことも少なくない。

## ゴーゴーバーの多い地域・場所
タイ王国
ナナ・エンターテイメント・プラザ
バンコクにあるゴーゴーバーのメッカ。一つの建物の中に20 - 30軒ものゴーゴーバーがある。BTSのナナ駅近く。
パッポン通り
バンコクの歓楽街。ゴーゴーバー以外にもバーやディスコ等が数多く店を構える。近くにはタニヤ通りという日本人街があり、カラオケ等が多い。
ソイ・カウボーイ
BTSのアソーク駅近くにある歓楽街。2006年あたりから同ソイ (Soi)内の（バカラ）という店舗から発生した、いわゆる日本でのコギャルの制服を模した衣装での客引き、店舗新装などにより以前と比べかなりの盛り返しがみられる。
バングラ通り
プーケットのパトンビーチにある歓楽街。ゴーゴーバーだけでなくビアバーやディスコなども多い。
パタヤ　
ウォーキングストリート周辺　
ブアカーオ ソイLK周辺
フィリピン共和国
パサイ市
エドサインターナショナル・コンプレックス（通称エドコン・閉鎖）、タイタンズ 、ユニバース
マニラ市
エルミタ地区
マカティ市
ブルゴスストリート周辺
アンヘレス市
フィールズ周辺
プリメタ周辺